# جیم آبوت
جیم آبوت (انگلیسی: Jim Abbott؛ زادهٔ ۱۹ سپتامبر ۱۹۶۷) بازیکن بیس‌بال اهل ایالات متحده آمریکا بود.
از باشگاه‌هایی که در آن بازی کرده‌است می‌توان به نیویورک یانکیز اشاره کرد.